# تاریخچه باشگاه فوتبال منچستر یونایتد (۱۹۸۶–۱۹۶۹)

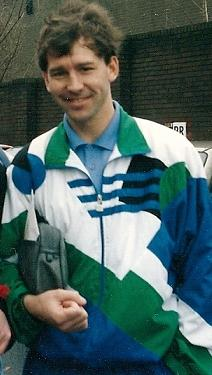
برایان رابسون به مدت ۱۲ سال کاپیتان تیم منچستر یونایتد بود.او دارای رکورد بلندترین مدت کاپیتانی در این تیم است.

به دنبال کسب رتبهٔ هشتم در فصل ۷۰–۱۹۶۹ و شروع ضعیف در فصل ۷۱–۱۹۷۰، بازبی پذیرفت تا به صورت موقت سرمربی تیم بشود و ویلف مک‌گینس نیز به عنوان کمک مربی در تیم مشغول شد. در ژوئن ۱۹۷۱، فرانک اوفارل، به عنوان سرمربی برگزیده شد. ولی ۱۸ ماه بعد و در دسامبر ۱۹۷۲ تامی دوچرتی جانشین وی شد. دوچرتی منچستر یونایتد را از سقوط به دستهٔ پایین‌تر نجات داد. ولی در سال ۱۹۷۴ آن‌ها به دستهٔ پایین‌تر سقوط کردند. مثلث خط حملهٔ یونایتد یعنی بست، لا و چارلتون باشگاه را ترک کردند. باشگاه سال بعد به دسته اول بازگشت و در سال ۱۹۷۶ به بازی نهایی جام حذفی رسید. اما در آن‌جا مغلوب ساوت‌همپتون شد. منچستر یونایتد در سال ۱۹۷۷ باز هم به فینال رسید و این بار ۲ بر ۱ مقابل لیورپول به برتری رسید. دوچرتی پس از مدت کوتاهی و به دنبال افشای رابطه‌اش با همسر فیزیوتراپیست باشگاه، برکنار شد.
دیو سکستون در سال ۱۹۷۷، جانشین دوچرتی شد. با وجود خرید بازیکنان بزرگی همچون جو جردن، گوردون مک‌کوئین، گری بیلی و رای ویلکینز، باشگاه در آن سال به نتیجهٔ قابل توجهی دست نیافت. آن‌ها در فصل ۸۰–۱۹۷۹ در لیگ و جام حذفی نایب قهرمان شدند. سکستون در سال ۱۹۸۱ برکنار و ران اتکینسون جانشین وی شد. او رکورد نقل‌وانتقالات انگلیس را شکست و برایان رابسون را از وست برومویچ با مبلغ ۱٫۵ میلیون پوند به منچستر یونایتد آورد. با هدایت اتکینسون، منچستر یونایتد دو بار در سال‌های ۱۹۸۳ و ۱۹۸۵، قهرمان جام حذفی شد. در فصل ۸۶–۱۹۸۵ منچستر یونایتد، در حالی که به قهرمانی خیلی نزدیک بود، لیگ را با رتبه چهارم به پایان رساند. سال بعد منچستر یونایتد خطر سقوط را از سر گذراند و اتکینسون برکنار شد.